# 수비초등학교 수하분교
수비초등학교 수하분교는 대한민국 경상북도 영양군 수비면 반딧불이로 129(수하리 255-1)에 있었던 공립 초등학교이다.

## 연혁
- 1949년 9월 17일 수비국민학교 수하분교장 개교
- 1950년 7월 12일 목조 가교사 2칸 준공 및 이전
- 1962년 1월 20일 목조 교사 1칸 증축
- 1965년 12월 29일 인근 부지 1,572평 매입 및 확장
- 1969년 7월 12일 수하국민학교 승격 분리
- 1970년 7월 10일 신암분교장 편입
- 1971년 3월 1일 신암국민학교 승격 분리
- 1978년 3월 1일 신암국민학교 분교장 격하 편입
- 1991년 3월 1일 수비국민학교 수하분교장 격하 편입[1]
- 1995년 3월 1일 2학급 편성
- 1996년 3월 1일 수비초등학교 수하분교장 개칭
- 1996년 3월 1일 폐교 및 수비초등학교 통합

## 동문
1. ↑  신암분교장 역시 수비국민학교 분교장으로 편입